# 롬바도 보야
롬바도 보야(Lombardo Boyar, 1973년 12월 1일 ~ )는 미국의 배우이자 성우이다.

## 출연 작품
- 식스티 세컨즈 - 구급대원 역
- 조시